# Indiga (fiume)
La Indiga (in russo И́ндига?) è un fiume della Russia europea settentrionale (Circondario Autonomo dei Nenec), tributario del mare di Barents.
Ha origine da alcuni bassi rilievi sul versante nordiorientale dei monti Timani, una catena di rilievi collinari della Russia settentrionale; scorre in una regione prevalentemente piatta e paludosa, quasi completamente disabitata, mantenendo direzione mediamente nordoccidentale su tutto il percorso. Sfocia nella piccola baia omonima, (parte del più ampio golfo di Čëša, vasta insenatura del mare di Barents), nei pressi dell'insediamento di Indiga, l'unico insediamento urbano di qualche rilievo che il fiume incontra in tutto il suo corso.
Le acque del fiume sono gelate in superficie per lunghi periodi ogni anno, dall'autunno alla tarda primavera.